# Бял трън
Белият трън (Silybum marianum L.) е тревисто едногодишно до двугодишно растение от семейство Сложноцветни (Asteraceae).
Среща се в средиземноморската част на Европа, включително в България до 1000 m н.в. Включено е в списъка на лечебните растения съгласно Закона за лечебните растения.

## Описание
Едногодишно и двугодишно растение. Стъблото е неразклонено или слабо разклонено. Височината му е до 150 см. Листата са последователно разположени и завършват с жълтеникави бодли. Цъфти от май до август.

## Употреба
Съдържащите се в семената флавоноиди имат хепатопротективно действие – предпазват клетките на черния дроб от увреждане. Корените му са отровни.
- Цъфтящо растение.
- Листна Розетка.
- Пъпка.
- листа.
- Съцветие.
- Плод.
- Семена.